# Luchtvaart in de 18e eeuw
Dit artikel geeft een overzicht van de luchtvaart in de 18e eeuw.
- 1709
  - De Braziliaans-Portugese Broeder Bartolomeu de Gusmão ontwerpt een model voor een luchtballon en demonstreert deze voor koning Johan V van Portugal.

- 1716
  - De Zweed Emanuel Swedenborg maakt een schets van een zweefvliegtuig.

- 1738
  - De Zwitser Daniel Bernoulli formuleert in zijn Hydrodynamica de relatie tussen de snelheid van gas/vloeistof en de druk.

- 1766
  - De Britse chemicus Henry Cavendish bepaalt het soortelijk gewicht van waterstof.

- 1781
  - De Italiaanse wetenschapper Tiberiua Cavallo creëert zeepbellen gevuld met pure zuurstof.

- 1783
  - De Fransman Louis-Sébastien Lenormand maakt enkele parachute-sprongen vanaf de Tour de la Babotte in Montpellier.
  - 5 juni, de Fransman Joseph Michel Montgolfier en zijn broer Jacques Étienne maken de eerste onbemande heteluchtballonvaart in Annonay.
  - 27 augustus, Een onbemande waterstofballon, gemaakt door Jacques Charles en de gebroeders Noël en Jean Robert vliegt over 25 km van Parijs naar Gonesse, waar het door verschrikte burgers wordt vernietigd.
  - 19 september, De gebroeders Montgolfier laten een schaap, een eend en een haan in een heteluchtballon opstijgen voor een demonstratie voor Lodewijk XVI van Frankrijk, de ballon bereikt zo'n 500 meter en brengt de dieren weer heelhuids terug.
  - 15 oktober, Jean-François Pilâtre de Rozier en Marquis d'Arlandes maken boven Parijs met een montgolfière een eerste bemande vlucht, waarbij de ballon nog wel met een touw aan de grond is bevestigd.
  - 21 november, Pilâtre de Rozier en Marquis d'Arlandes maken wederom boven Parijs met een montgolfière een bemande vlucht, waarbij de ballon niet langer met een touw aan de grond is bevestigd. De eerste bemande vrije vlucht in een heteluchtballon is een feit.
  - 21 november, De Nederlandse natuurkundige Jan Pieter Minckelers en zijn assistent Van Bouchaute laten een onbemande ballon gevuld met koolgas opstijgen te Heverlee.
  - 1 december, Professor Jacques Charles en zijn assistent Noël Robert maken de eerste vlucht in een met waterstof gevulde ballon (de Charliere). Op hun tweede vlucht bereiken ze een hoogte van 2700 m boven Vivarais. Ze maken een vlucht van Parijs naar Nesles over 42 km.
  - december, De Nederlander J. van Noorden laat boven Rotterdam een onbemande luchtballon van eigen ontwerp los, de ballon wordt later in Lekkerkerk teruggevonden.

- 1784
  - Jean-Pierre Blanchard bevestigt een handbediende propeller aan een ballon, de eerste poging tot het maken van een voorstuwingssysteem.
  - Jean-François Pilâtre de Rozier en de chemicus Louis Joseph Proust maken een ballonvaart tot 4000 m in een montgolfière.
  - De Fransman Jean Baptiste Marie Meusnier maakt een sigaarvormige ballon aangedreven door een handbediende propeller.
  - 19 januari, Joseph Montgolfier maakt met Le Flesselles een kleine vlucht boven Lyon, met daarin o.a. Charles de Ligne de eerste Belg die het luchtruim kiest.
  - 4 juni, De Franse operazangeres Elizabeth Thible maakt als eerste vrouw een ballonvlucht, dit doet ze samen met de Franse kunstenaar Fleurant boven Lyon in de ballon genaamd Gustav.
  - 19 september, De gebroeders Robert en Colin Hullin maken een ballonvlucht van Parijs naar Beuvry over 186 km.

- 1785
  - De Ier Richard Crosbie probeert meerdere malen de Ierse Zee over te steken in een met helium gevulde ballon, maar faalt. Wel is hij de eerste die boven Ierland een ballonvlucht maakt.
  - 15 juni, Jean-François Pilâtre de Rozier en zijn assistent Pierre Jules Romain komen om bij hun poging Het Kanaal over te vliegen. Ze zijn hierdoor de eerste luchtvaartslachtoffers.
  - 1 juli, Jean-Pierre Blanchard en de Amerikaanse meteoroloog John Jeffries steken in een ballon Het Kanaal over van Dover naar Guînes. De ballon is gevuld met helium.
  - 12 juli, De Fransman Jean-Pierre Blanchard maakt samen met als passagier de Engelse luitenant Honinckton de eerste ballonvaart boven Nederland. De tocht gaat van Paleis Noordeinde en er wordt anderhalf uur later geland in een weiland bij Zevenhuizen, bij Gouda. Blanchard krijgt na de landing ruzie met de boer van het weiland over 'landingsgeld' (tien dukaten). Men wordt het niet eens en de kwade boer beschadigt de ballon ernstig met zijn hooivork. Voor Blanchard genoeg reden om te vertrekken om niet meer in Nederland terug te keren.
  - 20 november, Jean-Pierre Blanchard maakt de eerste ballonvaart boven België, boven Gent.

- 1793
  - 9 januari, Jean-Pierre Blanchard maakt de eerste ballonvaart boven Noord-Amerika. Hij vliegt van Philadelphia naar Deptford in New Jersey.

- 1794
  - 2 april, Het Franse leger vormt het eerste ballonregiment, "Compagnie d'Aerostiers". Zij gebruiken de ballon genaamd "l'Entreprenant" voor verkenning van de Oostenrijkse stellingen in de Slag van Fleurus. Dat jaar werden twee regimenten opgericht, die beide het jaar daarop werden ontmanteld.

- 1797
  - 22 oktober, André-Jacques Garnerin springt boven Parijs op 3.200 m hoogte uit een ballon met behulp van een parachute waaraan een mand is bevestigd. Hij wordt hierdoor officieel erkend als Aérostatier des Fêtes Publiques.

- 1798
  - 10 november, Jeanne Labrosse, vrouw van André-Jacques Garnerin, bestuurt als eerste vrouw een luchtballon.

- 1799
  - De Engelse Sir George Cayley maakt de eerste schets van een zweefvliegtuig met besturingselementen. Dit manuscript wordt gezien als het startpunt van het wetenschappelijk onderzoek naar de mogelijkheden van zwaarder-dan-lucht vliegen.
  - 12 oktober, Jeanne Labrosse maakt als eerste vrouw een parachutesprong.

Luchtvaart voor de 18e eeuw ·
18e eeuw ·
19e eeuw ·
20e eeuw ·
21e eeuw